# Буния
Буния (на френски и на суахили: Bunia) е град в Демократична република Конго и е столица на провинция Итури. Градът е разположен на 170 километра северно от екватора, в североизточната част на страната, в плато на 1275 метра надморска височина, на около 30 km от езерото Алберт в Голямата разломна долина и на около 25 километра от екваториалната гора Итури. Населението на Буния е 230 625 жители (по приблизителна оценка от 2004 г.).